# Margareta Strömstedt
Gunhild Margareta Strömstedt, född Henriksson  den 19 maj 1931 i Ljungby, död 28 mars 2023 på Södermalm i Stockholm, var en svensk författare, journalist och översättare.
År 1969–1985 arbetade Strömstedt som producent vid Sveriges Radio och dåvarande TV2. Hon fick bland annat motta Gulliverpriset, Astrid Lindgren-priset och Expressens Heffaklump.

## Biografi
Margareta Strömstedt föddes 1931 som dotter till August Henriksson och Sigrid, född Bergman. Hon  tillbringade sina första elva levnadsår i småländska Lagan i Ljungby kommun. Därefter bodde familjen ett år i Torpsbruk och flyttade sedan till Moheda. Fadern var pastor i missionsförsamlingen.
Hon tog realexamen i Alvesta och studentexamen i Växjö. År 1952 tog hon folkskollärarexamen i Lund, varefter hon läste vidare vid stadens universitet och 1956 blev hon filosofie magister. Sedan flyttade hon tillsammans med maken Bo Strömstedt till Stockholm. Där arbetade Strömstedt till en början som journalist vid Dagens Nyheter och därefter som TV-producent. Hon var även anställd vid Stockholms stads barnteater 1961–1965.

### Författarskap och skrivande
Strömstedt debuterade 1961 som författare, med sagoboken Fjärilar i klassen. Året efter utkom Strömstedts barnbok Kom tillbaka, lilla Jenny!, där handlingen utspelas i trakten där hon växte upp.
Mer känd som författare blev hon 1982 genom publiceringen av Majken, den nittonde december. Det var den första boken i en serie av fem om den fantasifulla flickan Majken och hennes uppväxt i ett 1940-talets Småland präglat av frikyrklighet. De fem böckerna, där uppföljarna publicerades 1983, 1984, 1987 och 1991, är till största delen självbiografiska. Majken har dock en skräddare till far och två syskon (medan barnaskaran hos familjen Henriksson var fyra till antalet).
Fler självbiografiska inslag presenterades också i romanerna Julstädningen och döden och Församlingen under jorden, publicerade 1984 respektive 1990. I den förra boken är familjefadern en missionspastor, medan huvudrollen i den sistnämnda boken är en sextonårig pojke som inspirerats av Margareta Strömstedts yngre bror. Strömstedts skrivande för vuxna har en mörkare, mer allvarlig grundton.
Strömstedt verkade inom ett antal litterära genrer. Hon skrev texten till flera bilderböcker, däribland Lille morfar från 1993 och Gå mot solen från 1996. I den senare boken använde hon tidsresan som litterärt grepp för att presentera en svunnen tid i samtiden.
Margareta Strömstedt uppmärksammades för de starkt personligt skrivna böckerna Natten innan de hängde Ruth Ellis och Jag skulle så gärna vilja förföra dig – men jag orkar inte (2013). Den senare är en självbiografisk skildring, där Strömstedt både redogör för sitt förhållande till litteraturen och för en mängd tidigare okända händelser ur sitt eget liv.
Även som barnbokskritiker och -presentatör var Margareta Strömstedt viktig. År 1977 utkom hennes biografi Astrid Lindgren, och 1999 kom den i en ny och utökad upplaga. Strömstedt var under många år en av Lindgrens nära vänner, och bland annat fick Strömstedt Lindgren att 1993 ställa upp och göra ett Sommar-program i radion.

### Verksamhet i press, radio och TV
Åren 1962–1969 var Margareta Strömstedt knuten till Dagens Nyheter som kulturskribent i och redaktör för barnbokssidan, från 1991 som medarbetare. År 1968 deltog hon i Sveriges Radios producentutbildning. Åren 1969–1985 arbetade Strömstedt som producent vid Sveriges Radio och TV2, där hon hanterade produktioner av både ungdoms- och vuxenprogram.
Hon var sommarpratare i Sveriges Radio P1 vid sju tillfällen: 29 juli 1970, 1 augusti 1980, 6 juli 1985, 12 juli 1987, 9 juli 1988, 16 juli 2004 och 15 juli 2007. Dessutom medverkade hon i Astrid Lindgrens program den 26 juni 1993, som var utformat som ett samtal mellan de två.

### Erkännande och familj
Strömstedt erhöll Gulliverpriset 1969. År 2007 utnämndes hon till filosofie hedersdoktor vid Växjö universitet. Hon var gift med Bo Strömstedt från 1953  till hans död 2016 och var mor till Niklas Strömstedt och Lotten Strömstedt.
Margareta Strömstedt är gravsatt i askgravlunden på Maria Magdalena kyrkogård i Stockholm.

## Priser och utmärkelser
- 1969 – Gulliverpriset [13]
- 1986 – Astrid Lindgren-priset [13]
- 1991 – Expressens Heffaklump [14]
- 2002 – Samfundet De Nios Astrid Lindgren-pris [15]
- 2007 – Sveriges Radios Novellpris [13]
- 2007 – Hedersdoktor vid Växjö universitet